# Beroep op autoriteit
Het beroep op autoriteit of argumentum ad verecundiam (Latijn voor 'argument uit respect') is een wijze van redeneren waarbij een bewering berust op de autoriteit of de geloofwaardigheid van degene die de bewering doet. Wanneer de argumentatie foutief gebruikt wordt, is het een drogreden.

## Voorbeelden
- Verwijzen naar de filosofische overtuigingen van Aristoteles: "Als Aristoteles het zei, dan is het zo".
- Verwijzen naar religieuze boeken zoals de Bijbel: "De Bijbel zegt X, dus X is juist".
- Geloof hechten aan wat de leraar zegt: "Mijn leraar zegt het, dus het zal wel zo zijn."
- Iets moet wel waar zijn omdat het in het nieuws is.
- Iets moet wel waar zijn omdat het in een boek staat.
- Iets moet wel waar zijn omdat het in een encyclopedie staat.

Een bijzondere vorm van het beroep op autoriteit is het beroep op de meerderheid (Argumentum ad populum): "De meerderheid van de bevolking zegt X, dus X is waar". Of in moderne versie: "Er zijn meer Google-hits die mijn visie ondersteunen dan die ze niet ondersteunen".

## Voorwaarden voor een geldig beroep op autoriteit
1. De autoriteit moet competent zijn in het gebied, niet alleen maar een hoge uitstraling, prestige, positie of populariteit hebben.
2. De bewering moet binnen de competentie van de autoriteit liggen.
3. De autoriteit moet correct geïnterpreteerd worden.
4. De autoriteit moet objectief zijn (niet beïnvloed door andere factoren, zoals geld, politieke overwegingen, religieuze overtuigingen). Hierdoor is verwijzen naar eigen autoriteit meestal niet gerechtigd.
5. De autoriteit moet zijn bewering desgewenst kunnen rechtvaardigen of onderbouwen met feiten, onderzoek en waarnemingen.
6. De autoriteit moet reëel zijn en geen verzonnen persoon of groep

## Een beroep op autoriteit als zachte informatie
Een beroep op autoriteit kan gebruikt worden als zachte informatie. Dat wil zeggen dat de juistheid van een stelling nooit kan volgen uit de kwaliteit van de bron waarop men zich beroept. Wel zijn mensen geneigd om psychologische waarde te hechten aan autoriteit, dat wil zeggen dat we geneigd zijn om een uitspraak over kernsplitsing door een hoogleraar kernfysica eerder te  geloven dan een uitspraak door een 4-jarig kind. Het beroep op autoriteit fungeert dan als zachte informatie, het is geen bewijs maar beïnvloedt de verwachtingen van de ontvanger wel.